# 关键工艺参数
关键工艺参数（CPP）是药物生产中影响生产工艺中的关键变量。CPP需要被长期监测，以检测标准化生产操作（SOP）和产出产品质量的偏差或关键质量属性的变化。那些对CQA影响较大的属性应被优先考量并保持在更严格的受控状态。生产者应进行实验，以确定CPP可接受的范围区间，并定义工艺参数可被接受的可变性。
在规定参数范围内的的操作条件，可均被认为是可接受的操作标准。因此，基于此的工艺流程下产出的产品，其在可接受范围外的偏差都将表明工艺中存在问题，以及随时可产出不合格的产品。与CPP相关的数据应由生产者记录、存储和分析。在仔细分析CPP的历史数据后，应重新回顾且评估CPP的可变性和范围。确定什么工艺参数可以作为CPP需在工艺验证的第一阶段完成，工艺设计是工艺中控制策略的重要组成部分。
确定CPP的一种方法，是回顾生产过程中各个参数对关键质量属性的影响。对于已被确定为关键质量属性具有可测量影响的生产参数，均可被确定为CPP，并且必须始终处于受控状态。